# Eurovision Song Contest 1959
La quarta edizione del Gran Premio Eurovisione della Canzone si tenne a Cannes (Francia) il 11 marzo 1959.
I Paesi Bassi vinsero il “Gran Premio” per la seconda volta con la canzone Een beetje, eseguita da Teddy Scholten. Il testo della canzone fu scritto da Willy van Hemert, che aveva scritto anche la canzone vincitrice nel 1957. Ancora una volta, a rappresentare l'Italia fu chiamato Domenico Modugno con il brano Piove (ciao ciao bambina), classificandosi questa volta solo al sesto posto.

## Storia
Nel 1959, il Lussemburgo si ritirò dal concorso, il Regno Unito ritornò dopo un anno di assenza e il Principato di Monaco fece il suo debutto, portando così il numero dei paesi partecipanti ad undici. Una nuova regola fu introdotta in questa edizione, la quale vietava agli esperti di musica, compositori o editori professionisti di far parte delle giurie nazionali, ma oltre a questa, il sistema di voto rimase invariato rispetto alle due edizioni precedenti.

## Stati partecipanti

Stati partecipanti
Paesi che hanno partecipato in passato ma non nel 1959

Stati partecipanti
     Paesi che hanno partecipato in passato ma non nel 1959
| Stato                   | Artista                    | Brano                               | Lingua   | Processo di selezione                                                      |
| ----------------------- | -------------------------- | ----------------------------------- | -------- | -------------------------------------------------------------------------- |
| Austria                 | Ferry Graf                 | Der K und K Kalypso aus Wien        | Tedesco  | Interno                                                                    |
| Belgio                  | Bob Benny                  | Hou toch van mij                    | Olandese | Eurosong 1959, 15 febbraio 1959                                            |
| Danimarca               | Birthe Wilke               | Uh, jeg ville ønske jeg var dig     | Danese   | Dansk Melodi Grand Prix 1959, 12 febbraio 1959                             |
| Francia (organizzatore) | Jean Philippe              | Oui, oui, oui, oui                  | Francese | Finale nazionale                                                           |
| Germania                | Alice & Ellen Kessler      | Heute Abend wollen wir tanzen geh'n | Tedesco  | Interno                                                                    |
| Italia                  | Domenico Modugno           | Piove (ciao ciao bambina)           | Italiano | Festival di Sanremo 1959, 31 gennaio 1959                                  |
| Paesi Bassi             | Teddy Scholten             | 'n Beetje                           | Olandese | Nationaal Songfestival 1959, 17 febbraio 1959                              |
| Principato di Monaco    | Jacques Pills              | Mon Ami Pierrot                     | Francese | Interno                                                                    |
| Regno Unito             | Pearl Carr & Teddy Johnson | 'Sing, Little Birdie                | Inglese  | Eurovision Song Contest British Final 1959, 7 febbraio 1959                |
| Svezia                  | Brita Borg                 | Augustin                            | Svedese  | Interno per l'artista; Melodifestivalen 1959 per il brano, 29 gennaio 1959 |
| Svizzera                | Christa Williams           | Irgendwoher                         | Tedesco  | Concours Eurovision 1959, 22 febbraio 1959                                 |

## Struttura di voto
Dieci membri della giuria per ogni paese partecipante che danno un punto alla canzone preferita.

## Orchestra
Diretta dai maestri: Francis Bay (Belgio), William Galassini (Italia), Kai Mortensen (Danimarca), Franck Pourcel (Francia, Principato di Monaco, Germania, Svezia, Svizzera e Austria), Eric Robinson (Regno Unito) e Dolf Van Der Linden (Paesi Bassi).

## Classifica
| N° | Stato                | Cantante                   | Canzone                        | Punti | Posizione |
| -- | -------------------- | -------------------------- | ------------------------------ | ----- | --------- |
| 01 | Francia              | Jean Philippe              | Oui, Oui, Oui, Oui             | 15    | 3         |
| 02 | Danimarca            | Birthe Wilke               | Uh-jeg Ville ønske Jeg Var Dig | 12    | 5         |
| 03 | Italia               | Domenico Modugno           | Piove (Ciao ciao bambina)      | 9     | 6         |
| 04 | Principato di Monaco | Jacques Pills              | Mon Ami Pierrot                | 1     | 11        |
| 05 | Paesi Bassi          | Teddy Scholten             | Een Beetje                     | 21    | 1         |
| 06 | Germania Ovest       | Alice & Ellen Kessler      | Heut' Woll'n Wir Tanzen Geh'n  | 5     | 8         |
| 07 | Svezia               | Brita Borg                 | Augustin                       | 4     | 9         |
| 08 | Svizzera             | Christa Williams           | Irgendwoher                    | 14    | 4         |
| 09 | Austria              | Ferry Graf                 | Der K. Und K. Kalypso Aus Wien | 4     | 10        |
| 10 | Regno Unito          | Pearl Carr & Teddy Johnson | Sing, Little Birdie            | 16    | 2         |
| 11 | Belgio               | Bob Benny                  | Hou Toch Van Mij               | 9     | 7         |

## Curiosità
- Per la prima e unica volta nella storia del Gran Premio Eurovisione della Canzone, le canzoni nelle prime tre posizioni furono ripetute alla fine dello spettacolo.